# Molinet
 Molinet  là một xã ở tỉnh Allier thuộc miền trung nước Pháp.